# Paullinia martinensis
Paullinia martinensis är en kinesträdsväxtart som beskrevs av José Cuatrecasas. Paullinia martinensis ingår i släktet Paullinia och familjen kinesträdsväxter. Inga underarter finns listade i Catalogue of Life.